# 阿末古蘭瑪里·查格拉
阿末·古蘭瑪里·查格拉（1902年5月31日—1953年2月5日）是一位巴基斯坦的作曲家和作家，他在1949年为巴基斯坦國歌的《保佑神聖的土地》譜曲。作为一名学者和作家，他也是神智學學會的活跃成员。